# European Volleyball League 2004
European Volleyball League 2004 var den första upplagan av European Volleyball League för herrar, en volleybolltävling för landslag i Europa anordnad av europeiska volleybollförbundet. Slutspelet hölls i Opava, Tjeckien mellan den 10 och 11 juli 2004.

## Deltagande nationer
- Finland
- Kroatien
- Nederländerna
- Ryssland
- Slovakien
- Tjeckien
- Turkiet
- Tyskland

## Gruppspel

### Grupp 1
|   |          | Poäng | Matcher | Matcher | Set | Set | Set   | Poäng | Poäng | Poäng |
| # | Lag      | Poäng | V       | F       | V   | F   | Kvot  | V     | F     | Kvot  |
| - | -------- | ----- | ------- | ------- | --- | --- | ----- | ----- | ----- | ----- |
| 1 | Ryssland | 19    | 7       | 5       | 27  | 20  | 1.350 | 1059  | 1000  | 1.059 |
| 2 | Tjeckien | 19    | 7       | 5       | 28  | 22  | 1.273 | 1105  | 1074  | 1.029 |
| 3 | Turkiet  | 19    | 7       | 5       | 25  | 24  | 1.042 | 1090  | 1097  | 0.994 |
| 4 | Kroatien | 15    | 3       | 9       | 18  | 32  | 0.563 | 1050  | 1133  | 0.927 |

#### Omgång 1
| Datum  | Tid   |          | Resultat |          | Set 1 | Set 2 | Set 3 | Set 4 | Set 5 | Totalt | Rapport |
| ------ | ----- | -------- | -------- | -------- | ----- | ----- | ----- | ----- | ----- | ------ | ------- |
| 21 maj | 19:00 | Ryssland | 1–3      | Tjeckien | 22–25 | 22–25 | 25–20 | 23–25 |       | 92–95  | Rapport |
| 22 maj | 19:00 | Ryssland | 3–0      | Tjeckien | 25–18 | 25–19 | 25–20 |       |       | 75–57  | Rapport |
| 22 maj | 20:00 | Kroatien | 1–3      | Turkiet  | 25–17 | 16–25 | 21–20 | 18–25 |       | 80–87  | Rapport |
| 23 maj | 12:00 | Kroatien | 3–1      | Turkiet  | 25–15 | 22–25 | 25–22 | 25–18 |       | 97–80  | Rapport |

#### Omgång 2
| Datum  | Tid   |          | Resultat |          | Set 1 | Set 2 | Set 3 | Set 4 | Set 5 | Totalt  | Rapport |
| ------ | ----- | -------- | -------- | -------- | ----- | ----- | ----- | ----- | ----- | ------- | ------- |
| 29 maj | 17:30 | Tjeckien | 3–0      | Turkiet  | 25–22 | 25–21 | 25–23 |       |       | 75–66   | Rapport |
| 30 maj | 14:35 | Tjeckien | 2–3      | Turkiet  | 25–23 | 25–17 | 21–25 | 19–25 | 10–15 | 100–105 | Rapport |
| 29 maj | 17:00 | Ryssland | 3–2      | Kroatien | 25–21 | 25–21 | 26–28 | 19–25 | 15–10 | 110–105 | Rapport |
| 30 maj | 17:00 | Ryssland | 3–0      | Kroatien | 25–16 | 25–18 | 25–18 |       |       | 75–52   | Rapport |

#### Omgång 3
| Datum  | Tid   |          | Resultat |          | Set 1 | Set 2 | Set 3 | Set 4 | Set 5 | Totalt  | Rapport |
| ------ | ----- | -------- | -------- | -------- | ----- | ----- | ----- | ----- | ----- | ------- | ------- |
| 5 juni | 19:00 | Kroatien | 2–3      | Tjeckien | 22–25 | 25–23 | 13–25 | 25–22 | 13–15 | 98–110  | Rapport |
| 6 juni | 13:00 | Kroatien | 3–2      | Tjeckien | 25–20 | 25–22 | 19–25 | 21–25 | 15–12 | 105–104 | Rapport |
| 5 juni | 13:30 | Turkiet  | 3–1      | Ryssland | 27–29 | 25–20 | 25–16 | 25–22 |       | 102–87  | Rapport |
| 6 juni | 13:30 | Turkiet  | 2–3      | Ryssland | 19–25 | 25–20 | 26–24 | 17–25 | 9–15  | 96–109  | Rapport |

#### Omgång 4
| Datum   | Tid   |          | Resultat |          | Set 1 | Set 2 | Set 3 | Set 4 | Set 5 | Totalt  | Rapport |
| ------- | ----- | -------- | -------- | -------- | ----- | ----- | ----- | ----- | ----- | ------- | ------- |
| 12 juni | 18:00 | Tjeckien | 3–0      | Kroatien | 25–21 | 25–22 | 25–18 |       |       | 75–61   | Rapport |
| 13 juni | 14:30 | Tjeckien | 3–2      | Kroatien | 18–25 | 25–21 | 25–23 | 27–29 | 15–11 | 110–109 | Rapport |
| 16 juni | 18:30 | Ryssland | 3–0      | Turkiet  | 25–16 | 25–22 | 27–25 |       |       | 77–63   | Rapport |
| 17 juni | 18:30 | Ryssland | 3–1      | Turkiet  | 25–18 | 21–25 | 25–20 | 25–20 |       | 96–83   | Rapport |

#### Omgång 5
| Datum   | Tid   |          | Resultat |          | Set 1 | Set 2 | Set 3 | Set 4 | Set 5 | Totalt  | Rapport |
| ------- | ----- | -------- | -------- | -------- | ----- | ----- | ----- | ----- | ----- | ------- | ------- |
| 19 juni | 17:30 | Turkiet  | 3–1      | Tjeckien | 25–22 | 20–25 | 25–20 | 25–22 |       | 95–89   | Rapport |
| 20 juni | 17:30 | Turkiet  | 3–2      | Tjeckien | 25–18 | 26–28 | 19–25 | 22–25 | 15–9  | 107–105 | Rapport |
| 19 juni | 19:00 | Kroatien | 3–2      | Ryssland | 25–21 | 20–25 | 25–22 | 22–25 | 15–11 | 107–104 | Rapport |
| 20 juni | 14:00 | Kroatien | 0–3      | Ryssland | 14–25 | 18–25 | 20–25 |       |       | 52–75   | Rapport |

#### Omgång 6
| Datum   | Tid   |          | Resultat |          | Set 1 | Set 2 | Set 3 | Set 4 | Set 5 | Totalt  | Rapport |
| ------- | ----- | -------- | -------- | -------- | ----- | ----- | ----- | ----- | ----- | ------- | ------- |
| 26 juni | 18:00 | Tjeckien | 3–0      | Ryssland | 25–16 | 25–18 | 25–17 |       |       | 75–51   | Rapport |
| 27 juni | 14:30 | Tjeckien | 3–2      | Ryssland | 25–20 | 22–25 | 25–22 | 23–25 | 18–16 | 113–108 | Rapport |
| 26 juni | 13:30 | Turkiet  | 3–1      | Kroatien | 25–27 | 25–23 | 25–21 | 25–21 |       | 100–92  | Rapport |
| 27 juni | 13:30 | Turkiet  | 3–1      | Kroatien | 25–21 | 26–24 | 22–25 | 25–23 |       | 98–93   | Rapport |

### Grupp 2
|   |               | Poäng | Matcher | Matcher | Set | Set | Set   | Poäng | Poäng | Poäng |
| # | Lag           | Poäng | V       | F       | V   | F   | Kvot  | V     | F     | Kvot  |
| - | ------------- | ----- | ------- | ------- | --- | --- | ----- | ----- | ----- | ----- |
| 1 | Nederländerna | 22    | 10      | 2       | 34  | 19  | 1.789 | 1195  | 1112  | 1.075 |
| 2 | Tyskland      | 20    | 8       | 4       | 29  | 16  | 1.813 | 1078  | 970   | 1.111 |
| 3 | Finland       | 17    | 5       | 7       | 21  | 31  | 0.677 | 1110  | 1171  | 0.948 |
| 4 | Slovakien     | 13    | 1       | 11      | 17  | 35  | 0.486 | 1042  | 1172  | 0.889 |

#### Omgång 1
| Datum  | Tid   |          | Resultat |               | Set 1 | Set 2 | Set 3 | Set 4 | Set 5 | Totalt  | Rapport |
| ------ | ----- | -------- | -------- | ------------- | ----- | ----- | ----- | ----- | ----- | ------- | ------- |
| 22 maj | 16:00 | Finland  | 3–2      | Slovakien     | 25–20 | 25–15 | 25–27 | 20–25 | 15–13 | 110–100 | Rapport |
| 23 maj | 15:00 | Finland  | 3–2      | Slovakien     | 25–22 | 25–23 | 18–25 | 23–25 | 15–13 | 106–108 | Rapport |
| 20 maj | 20:00 | Tyskland | 1–3      | Nederländerna | 22–25 | 22–25 | 25–23 | 17–25 |       | 86–98   | Rapport |
| 21 maj | 20:00 | Tyskland | 1–3      | Nederländerna | 26–28 | 21–25 | 25–22 | 23–25 |       | 95–100  | Rapport |

#### Omgång 2
| Datum  | Tid   |           | Resultat |               | Set 1 | Set 2 | Set 3 | Set 4 | Set 5 | Totalt | Rapport |
| ------ | ----- | --------- | -------- | ------------- | ----- | ----- | ----- | ----- | ----- | ------ | ------- |
| 1 juni | 18:00 | Slovakien | 2–3      | Nederländerna | 16–25 | 19–25 | 25–21 | 25–20 | 8–15  | 93–106 | Rapport |
| 2 juni | 18:00 | Slovakien | 1–3      | Nederländerna | 22–25 | 25–20 | 20–25 | 20–25 |       | 87–95  | Rapport |
| 29 maj | 16:00 | Finland   | 1–3      | Tyskland      | 20–25 | 25–22 | 17–25 | 26–28 |       | 88–100 | Rapport |
| 30 maj | 15:00 | Finland   | 1–3      | Tyskland      | 25–16 | 23–25 | 29–31 | 22–25 |       | 99–97  | Rapport |

#### Omgång 3
| Datum  | Tid   |               | Resultat |           | Set 1 | Set 2 | Set 3 | Set 4 | Set 5 | Totalt  | Rapport |
| ------ | ----- | ------------- | -------- | --------- | ----- | ----- | ----- | ----- | ----- | ------- | ------- |
| 5 juni | 19:00 | Tyskland      | 3–0      | Slovakien | 25–23 | 25–19 | 25–19 |       |       | 75–61   | Rapport |
| 6 juni | 15:00 | Tyskland      | 3–1      | Slovakien | 25–14 | 24–26 | 25–20 | 25–22 |       | 99–82   | Rapport |
| 4 juni | 19:30 | Nederländerna | 2–3      | Finland   | 23–25 | 21–25 | 26–24 | 25–17 | 12–15 | 107–106 | Rapport |
| 5 juni | 15:00 | Nederländerna | 3–0      | Finland   | 25–18 | 25–15 | 25–17 |       |       | 75–50   | Rapport |

#### Omgång 4
| Datum   | Tid   |           | Resultat |               | Set 1 | Set 2 | Set 3 | Set 4 | Set 5 | Totalt  | Rapport |
| ------- | ----- | --------- | -------- | ------------- | ----- | ----- | ----- | ----- | ----- | ------- | ------- |
| 11 juni | 18:00 | Slovakien | 0–3      | Tyskland      | 21–25 | 22–25 | 21–25 |       |       | 64–75   | Rapport |
| 12 juni | 18:00 | Slovakien | 0–3      | Tyskland      | 13–25 | 12–25 | 19–25 |       |       | 44–75   | Rapport |
| 11 juni | 18:30 | Finland   | 3–2      | Nederländerna | 21–25 | 25–19 | 23–25 | 26–24 | 15–10 | 110–103 | Rapport |
| 12 juni | 16:00 | Finland   | 1–3      | Nederländerna | 19–25 | 27–25 | 23–25 | 18–25 |       | 87–100  | Rapport |

#### Omgång 5
| Datum   | Tid   |               | Resultat |           | Set 1 | Set 2 | Set 3 | Set 4 | Set 5 | Totalt  | Rapport |
| ------- | ----- | ------------- | -------- | --------- | ----- | ----- | ----- | ----- | ----- | ------- | ------- |
| 19 juni | 14:00 | Nederländerna | 3–2      | Slovakien | 25–23 | 13–25 | 25–20 | 22–25 | 15–7  | 100–100 | Rapport |
| 20 juni | 14:00 | Nederländerna | 3–2      | Slovakien | 25–17 | 24–26 | 25–13 | 24–26 | 15–11 | 113–93  | Rapport |
| 19 juni | 20:15 | Tyskland      | 3–0      | Finland   | 25–20 | 25–20 | 25–17 |       |       | 75–57   | Rapport |
| 20 juni | 18:00 | Tyskland      | 3–1      | Finland   | 21–25 | 25–21 | 25–18 | 25–15 |       | 96–79   | Rapport |

#### Omgång 6
| Datum   | Tid   |               | Resultat |          | Set 1 | Set 2 | Set 3 | Set 4 | Set 5 | Totalt  | Rapport |
| ------- | ----- | ------------- | -------- | -------- | ----- | ----- | ----- | ----- | ----- | ------- | ------- |
| 25 juni | 18:00 | Slovakien     | 2–3      | Finland  | 23–25 | 22–25 | 25–21 | 25–23 | 8–15  | 103–109 | Rapport |
| 26 juni | 18:00 | Slovakien     | 3–2      | Finland  | 25–23 | 25–23 | 19–25 | 23–25 | 15–13 | 107–109 | Rapport |
| 25 juni | 16:00 | Nederländerna | 3–1      | Tyskland | 26–24 | 25–22 | 17–25 | 26–24 |       | 94–95   | Rapport |
| 26 juni | 14:00 | Nederländerna | 3–2      | Tyskland | 25–23 | 25–23 | 15–25 | 23–25 | 16–14 | 104–110 | Rapport |

## Slutspel
|  | Semifinaler          | Semifinaler          |   |                      | Final                | Final |  |
|  |                      |                      |   |                      |                      |       |  |
|  | 10 juli 2004 – Opava |                      |   |                      |                      |       |  |
|  | Tjeckien             | 3                    |   |                      |                      |       |  |
|  | Nederländerna        | 0                    |   |                      |                      |       |  |
|  |                      |                      |   |                      |                      |       |  |
|  |                      |                      |   |                      | 11 juli 2004 – Opava |       |  |
|  |                      |                      |   |                      | Tjeckien             | 3     |  |
|  |                      | Ryssland             | 1 |                      |                      |       |  |
|  |                      |                      |   |                      |                      |       |  |
|  |                      |                      |   |                      |                      |       |  |
|  |                      |                      |   |                      | Bronsmatch           |       |  |
|  | 10 juli 2004 – Opava | 10 juli 2004 – Opava |   | 11 juli 2004 – Opava | 11 juli 2004 – Opava |       |  |
|  | Ryssland             | 3                    |   | Nederländerna        | 3                    |       |  |
|  | Tyskland             | 0                    |   |                      | Tyskland             | 1     |  |

### Semifinaler
| Datum   | Tid   |          | Resultat |               | Set 1 | Set 2 | Set 3 | Set 4 | Set 5 | Totalt | Rapport |
| ------- | ----- | -------- | -------- | ------------- | ----- | ----- | ----- | ----- | ----- | ------ | ------- |
| 10 juli | 16:30 | Tjeckien | 3–0      | Nederländerna | 25–23 | 25–21 | 25–19 |       |       | 75–63  | Rapport |
| 10 juli | 19:00 | Ryssland | 3–0      | Tyskland      | 25–22 | 25–13 | 25–14 |       |       | 75–49  | Rapport |

### Bronsmatch
| Datum   | Tid   |               | Resultat |          | Set 1 | Set 2 | Set 3 | Set 4 | Set 5 | Totalt | Rapport |
| ------- | ----- | ------------- | -------- | -------- | ----- | ----- | ----- | ----- | ----- | ------ | ------- |
| 11 juli | 14:30 | Nederländerna | 3–1      | Tyskland | 29–31 | 25–18 | 25–19 | 25–23 |       | 104–91 | Rapport |

### Final
| Datum   | Tid   |          | Resultat |          | Set 1 | Set 2 | Set 3 | Set 4 | Set 5 | Totalt | Rapport |
| ------- | ----- | -------- | -------- | -------- | ----- | ----- | ----- | ----- | ----- | ------ | ------- |
| 11 juli | 17:00 | Tjeckien | 3–1      | Ryssland | 25–20 | 21–25 | 26–24 | 25–19 |       | 97–88  | Rapport |

## Slutställning
| Placering | Lag           |
| --------- | ------------- |
| 1         | Tjeckien      |
| 2         | Ryssland      |
| 3         | Nederländerna |
| 4         | Tyskland      |
| 5         | Turkiet       |
| 6         | Finland       |
| 7         | Kroatien      |
| 8         | Slovakien     |

| Mästare i European League 2004 |
| ------------------------------ |
| Tjeckien 1:a titeln            |

| Truppen i slutspelet |
| Kamil Baranek, Petr Habada, Ondrej Hudecek, Martin Lebl, Jakub Novotny, Marek Novotny, Petr Pláteník, Michal Rak, Lubomir Stanek, Jan Stokr, Lukas Tichacek, Petr Zapletal |

## Priser
| - Mest värdefulla spelare Petr Pláteník - Bästa poängvinnare Igor Omrčen - Bästa spiker Martin Lébl | - Bästa blockare Mike van de Goor - Bästa servare Björn Andrae |